# Mistrzostwa Świata Par na Żużlu 1978
Mistrzostwa Świata Par 1978 – dziewiąta edycja w historii na żużlu. Wygrała para angielska – Malcolm Simmons i Gordon Kennett.

## Półfinały

### Pierwszy półfinał
- 11 czerwca 1978 r. (niedziela),  Skien
- Awans: 3

| Miejsce | Kraje         | Suma | Zawodnicy                       | Pkt.  | Pkt bieg. |
| ------- | ------------- | ---- | ------------------------------- | ----- | --------- |
| 1       | Dania         | 28   | Ole Olsen Finn Thomsen          | 17 11 | b.d.      |
| 2       | Nowa Zelandia | 25   | Ivan Mauger Larry Ross          | 14 11 | b.d.      |
| 3       | Szwecja       | 21   | Anders Michanek Jan Andersson   | 15 7  | b.d.      |
| 4       | Australia     | 17   | Phil Crump Phil Herne           | 11 6  | b.d.      |
| 5       | Finlandia     | 15   | Ilka Teromaa Kai Niemi          | 10 5  | b.d.      |
| 6       | Holandia      | 12   | Henny Kroeze Rudy Muts          | 6     | b.d.      |
| 7       | Norwegia      | 6    | Audun Ove Olsen Trond Skretting | 5 1   | b.d.      |

### Drugi półfinał
- 11 czerwca 1978 r. (niedziela),  Debreczyn
- Awans: 3

| Miejsce | Kraje          | Suma | Zawodnicy                           | Pkt.  | Pkt bieg. |
| ------- | -------------- | ---- | ----------------------------------- | ----- | --------- |
| 1       | Anglia         | 30   | Malcolm Simmons Gordon Kennett      | 15    | b.d.      |
| 2       | Czechosłowacja | 24   | Jiří Štancl Václav Verner           | 13 11 | b.d.      |
| 3       | RFN            | 22   | Hans Wasserman Georg Hack           | 16 6  | b.d.      |
| 4       | Włochy         | 17   | Giuseppe Marzotto Mauro Ferraccioli | 11 6  | b.d.      |
| 5       | Węgry          | 16   | István Sziráczki Janos Oresko       | 12 4  | b.d.      |
| 6       | Austria        | 10   | Adolf Funk Walter Grubmüller        | 7 3   | b.d.      |
| 7       | Jugosławia     | 3    | Djuro Fleten Josef Mauser           | 2 1   | b.d.      |

## Finał
- 15 czerwca 1978 r. (niedziela),  Chorzów

| Miejsce | Kraje          | Suma | Zawodnicy                      | Pkt.    | Pkt bieg. |
| ------- | -------------- | ---- | ------------------------------ | ------- | --------- |
| 1       | Anglia         | 24+3 | Malcolm Simmons Gordon Kennett | 15+3 9  | b.d.      |
| 2       | Nowa Zelandia  | 24+2 | Ivan Mauger Larry Ross         | 12+2 12 | b.d.      |
| 3       | Dania          | 21   | Ole Olsen Finn Thomsen         | 16 5    | b.d.      |
| 4       | Czechosłowacja | 18   | Jiří Štancl Václav Verner      | 9       | b.d.      |
| 5       | Polska         | 15   | Edward Jancarz Bolesław Proch  | 13 2    | b.d.      |
| 6       | RFN            | 13   | Georg Hack Hans Wassermann     | 8 5     | b.d.      |
| 7       | Szwecja        | 11   | Jan Andersson Börje Klingberg  | 10 1    | b.d.      |